# Hóvári János
Hóvári János (Kiskorpád, 1955. május 9. – Monaco, 2023. augusztus 6.) magyar történész, turkológus, diplomata; Magyarország izraeli (2000–2004), kuvaiti (2008–2010) és törökországi (2012–2014) nagykövete, globális ügyekért felelős helyettes államtitkár (2010–2012).

## Élete és pályafutása
1955-ben született Kiskorpádon. 1973-ban érettségizett a kaposvári Táncsics Mihály Gimnáziumban. 1979-ben szerzett oklevelet az Eötvös Loránd Tudományegyetem Bölcsészettudományi Karának történelem–török szakán. 1979 és 1992 között a Magyar Tudományos Akadémia Történettudományi Intézetében mint tudományos munkatárs dolgozott, ezzel párhuzamosan a Pannonius Tudományegyetem Tanárképző Karán a Történettudományi Intézet egyetemi oktatója volt. 1992-ben a külügyminisztérium munkatársa lett, 1997-ig a Közép-Ázsiai és Transzkaukázusi Főosztályon, valamint a Stratégiai és Politikatervezési Főosztályon dolgozott referensként. Ezután az izraeli magyar nagykövetség első beosztottjaként dolgozott egy éven át.
1997-ben a történelemtudományok terén PhD fokozatot szerzett a Pécsi Tudományegyetemen. 1998–2000-ben a külügyminisztérium Politikai Államtitkárságának főosztályvezetője volt. 2000-től négy éven keresztül Magyarország tel-avivi nagyköveteként működött. 2004-től 2007-ig az Afrikai és Közel-keleti Főosztály vezető főtanácsosa volt. Ezt követően egy évig a közel-keleti ügyek tanácsadójaként munkálkodott a szlovén külügyminisztériumban, a szlovén EU-elnökség idején. 2006-ban a Pécsi Tudományegyetem címzetes egyetemi docense, 2011-ben címzetes egyetemi tanára lett.
2008 és 2010 közt Kuvaitban és Bahreinben volt nagykövet. 2010 és 2012 között a globális ügyekért felelős helyettes államtitkári tisztséget töltötte be. 2011-ben a Pécsi Tudományegyetem címzetes egyetemi tanára lett. 2012. augusztus 1-jén Magyarország törökországi nagykövetévé nevezték ki.
2014. július 29-én albán állami kitüntetésben, a Különleges Civil Érdemekért éremben(sq) részesült abban a magyar kezdeményezésben betöltött szerepéért, amelynek eredményeként az ENSZ közgyűlése 2012-ben szeptember 5-ét a jótékonyság nemzetközi napjává nyilvánította. 2014-ben augusztus 15-ei hatállyal leváltották nagyköveti posztjáról, utódja a korábbi isztambuli főkonzul, Kiss Gábor lett. 2015. január 1-jén a Magyar Alkotóművészeti Közhasznú Nonprofit Kft. (MANK) főigazgatója lett. Hóvári töltötte be a 2016-os „Zrínyi Miklós – Szigetvár 1566” emlékév programjainak, költségvetésének és koncepciójának kidolgozásával megbízott emlékbizottság elnöki posztját. 2023 augusztusában hunyt el.

## Halála
Hóvári János monacói tartózkodásakor hunyt el. Egyéb sajtóértesülések szerint kizuhant egy ház 9. emeleti ablakából, egyelőre tisztázatlan körülmények között. Hivatalos közlemény az ügyben nem született, a sajtó megkeresésére nem adtak választ, sőt a vizsgálatot már korábban lezárta a monacói rendőrség.
Utolsó útjára 2023. október 9-én kísérték a Farkasréti temetőben.

## Főbb művei
- A hűtlen Dobó; Helikon, Bp., 1987 (Labirintus)
- Rodostói emlékek és tanulságok; Magyar-Török Baráti Társaság, Bp., 2009
- Rodostói emlékek és tanulságok; 3. jav. kiad.; Magyar-Török Baráti Társaság, Bp., 2012
- Magyar emlékek Törökországban; ill. K. Pintér Tamás, szöveg Hóvári János; Turkinfo Alapítvány, Bp., 2017
- Hősök, mártírok, áldozatok, szentek; szerk. Csízy Katalin, Hóvári János; KRE–L'Harmattan, Bp., 2021 (Károli könyvek. Tanulmánykötet)